# Chalepja
Chalepja (ukrainisch Халеп'я; russisch Халепье Chalepje) ist ein Dorf in der ukrainischen Oblast Kiew mit etwa 800 Einwohnern (2001).

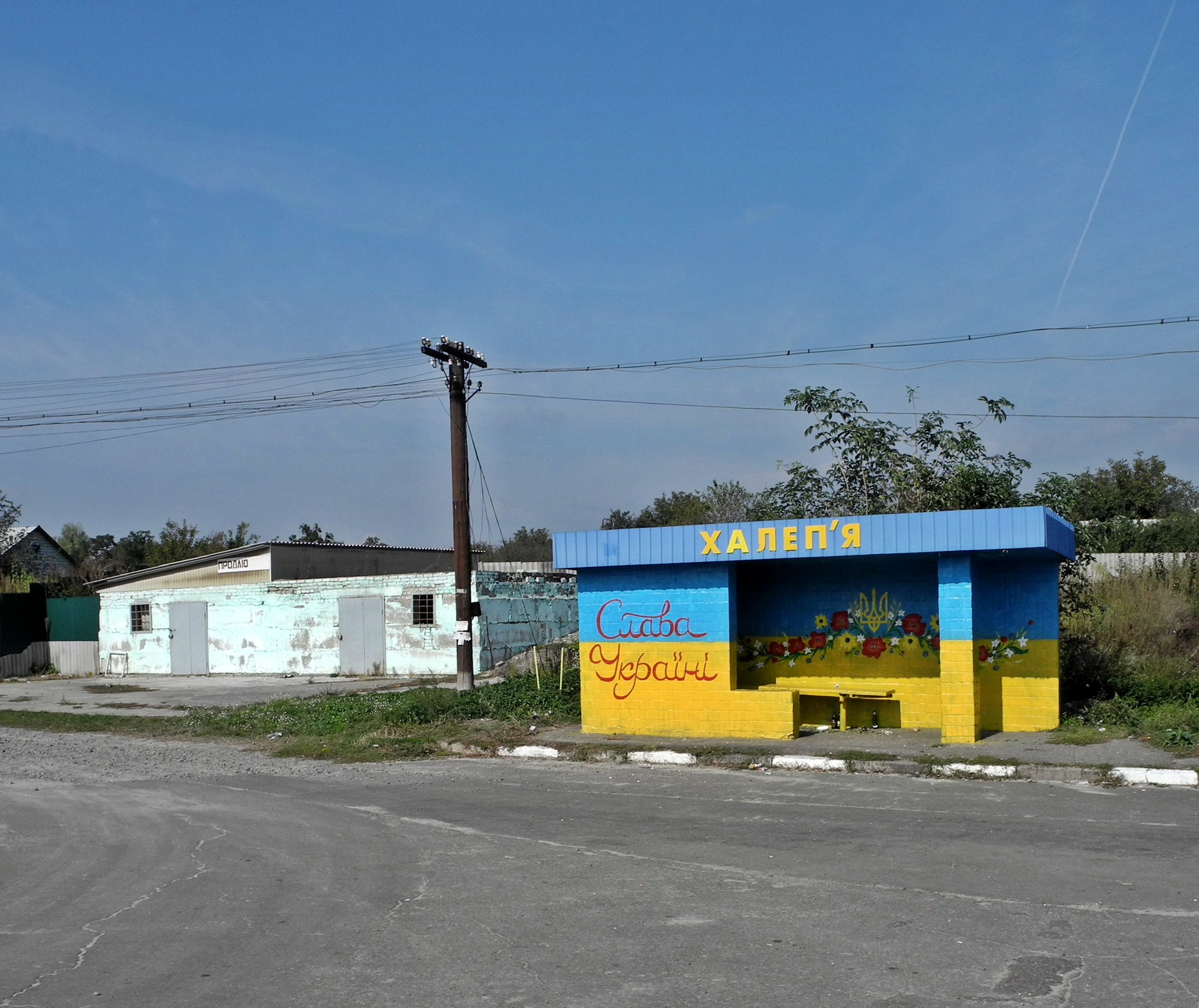
Wartehäuschen im Ort

Das im Jahr 1093 erstmals erwähnte Dorf liegt im Rajon Obuchiw am zum Kaniwer Stausee angestauten Dnepr 16 km östlich vom Rajonzentrum Obuchiw. Im Osten grenzt das Dorf ist, an Wytatschiw. Durch das Dorf verläuft die Regionalstraße P–19.
Am 12. Juni 2020 wurde das Dorf ein Teil der neugegründeten Stadtgemeinde Ukrajinka, bis dahin bildete es die gleichnamige Landratsgemeinde Chalepja (Халеп'янська сільська рада/Chalepjanska silska rada) im Osten des Rajons Obuchiw.